# Port lotniczy Mediolan-Linate
Port lotniczy Mediolan-Linate (wł. Aeroporto di Milano-Linate) – międzynarodowe lotnisko we Włoszech, jeden z trzech portów obsługujących Mediolan (drugi to Malpensa a trzeci to Bergamo). Ze względu na niewielką odległość od miasta, port ten służy głównie lotom krajowym i krótszym lotom zagranicznym.

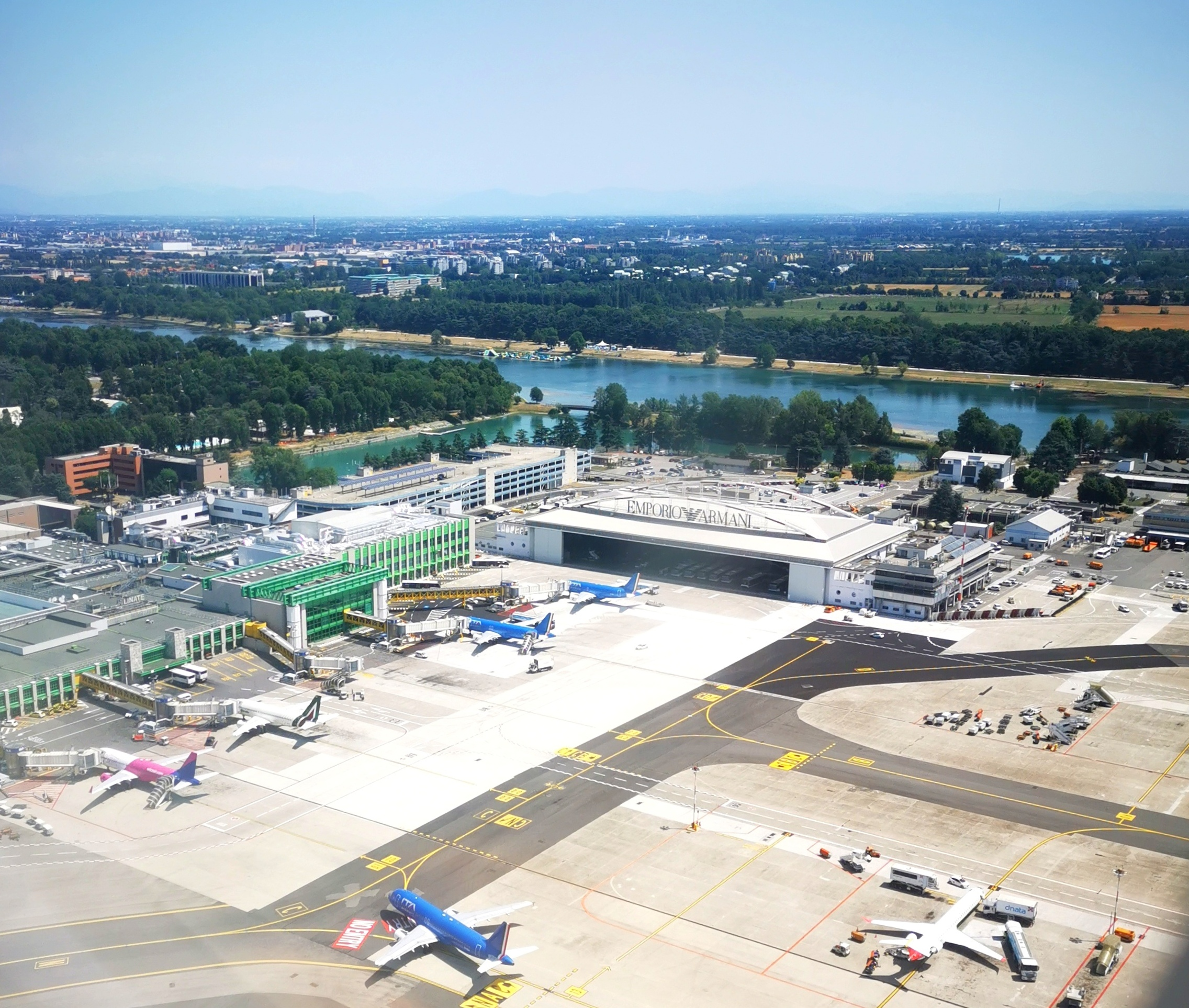
Widok na Terminal z lotu ptaka (2022)

Port nosi nazwisko włoskiego pioniera lotnictwa Enrico Forlaniniego, ale dużo częściej stosowane nazwa Linate (nazwa miejscowości w gminie Segrate). W 2023 port obsłużył nieco ponad 9,4 mln pasażerów, podczas gdy Malpensa 26,1 mln.

## Historia

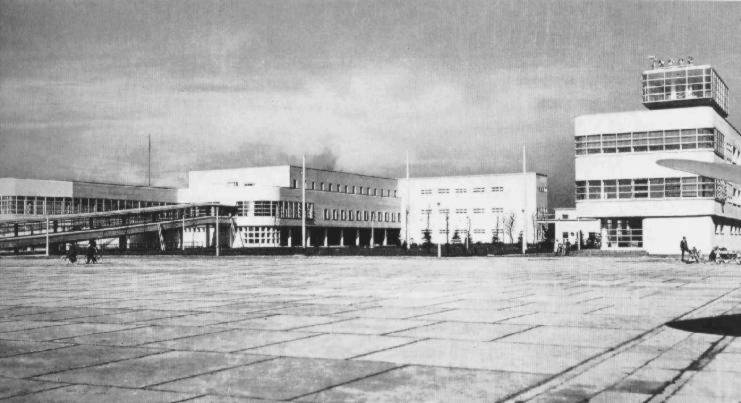
Terminal lotniska w 1937

Lotnisko powstało w latach 30. XX wieku, kiedy starsze lotnisko Taliedo, położone w granicach miasta, stało się zbyt małe do obsługi ruchu lotniczego. W latach 50. i 80. lotnisko było rozbudowywane.
8 października 2001 na lotnisku Linate doszło do katastrofy lotu SK686, w której zginęło 118 osób.

## Linie lotnicze i połączenia
| Linia Lotnicza    | Kierunek |
| ----------------- | --- |
| Aer Lingus        | 1. Dublin |
| Aeroitalia        | 1. Cagliari 2. Olbia |
| Air Dolomiti      | 1. Frankfurt 2. Monachium |
| Air France        | 1. Paryż-Charles de Gaulle |
| British Airways   | 1. Londyn-Heathrow Sezonowo: 1. Londyn-City |
| Brussels Airlines | 1. Bruksela |
| EasyJet           | 1. Amsterdam 2. Barcelona 3. Berlin 4. Bruksela 5. Kopenhaga 6. Edynburg 7. Frankfurt 8. Londyn-Gatwick 9. Lizbona 10. Luksemburg 11. Mancherter 12. Oslo 13. Paryż-Charles de Gaulle 14. Paryż-Orly 15. Wiedeń Sezonowo: 1. Birmingham 2. Figari (od 28 czerwca 2025) 3. Ibiza (od 24 czerwca 2025) 4. Palma de Mallorca 5. Split (od 23 czerwca 2025) 6. Teneryfa-Południe                                          |
| Finnair           | Sezonowo: 1. Helsinki |
| Iberia            | 1. Madryt |
| ITA Airways       | 1. Alghero 2. Amsterdam 3. Bari 4. Brindisi 5. Bruksela 6. Katania 7. Düsseldorf 8. Lamezia Terme 9. Londyn-City 10. Neapol 11. Palermo 12. Paryż-Charles de Gaulle 13. Paryż-Orly 14. Reggio Calabria 15. Rzym-Fiumicino 16. Triest Sezonowo: 1. Korfu 2. Hamburg 3. Heraklion 4. Ibiza 5. Lampedusa 6. Malta 7. Menorka 8. Pantelleria 9. Palma de Mallorca 10. Pantelleria 11. Rodos Sezonowe czartery: 1. Rostock |
| KLM               | 1. Amsterdam |
| KM Malta Airlines | 1. Malta |
| Lufthansa         | 1. Frankfurt |
| Lumiwings         | 1. Foggia |
| Luxair            | 1. Luksemburg |
| SAS               | 1. Kopenhaga 2. Sztokholm-Arlanda |
| Volotea           | Sezonowo: 1. Lampedusa 2. Pantelleria |